# Comarca de Camapuã
A Comarca de Camapuã é uma comarca brasileira localizada no estado de Mato Grosso do Sul, a 130 quilômetros da capital.

## Generalidades
Sendo uma comarca de segunda entrância, tem uma superfície total de 6,2 mil km², o que totaliza 2% da superfície total do estado. A povoação total da comarca é de 13,6 mil habitantes, aproximadamente 0,6% do total da povoação estadual, e a densidade de povoação é de 2,2 habitantes por km².
A comarca inclui apenas o município de Camapuã e limita-se com as comarcas de Coxim, São Gabriel do Oeste, Bandeirantes, Ribas do Rio Pardo, Água Clara e Costa Rica
Economicamente possui PIB de R$ 236 286 000,00 e PIB per capita de R$ 17 312,86